# Danmark ved vinter-OL 2014
Danmark deltog i vinter-OL 2014 i Sotji, Rusland. Det danske OL-holds chef de mission var Morten Schram Rodtwitt.

## Atleter

### Alpint skiløb
- Christoffer Faarup
  - nr. 37 ud af 50 i styrtløb på 2:12,55 min.
  - nr. 39 ud af 50 i Super kombineret/styrtløb på 1:57,96 min.
  - nr. 35 ud af 46 i Super kombineret/slalom på 1:10,36 min.
  - nr. 46 ud af 63 i Super-G på 1:23,34 min.

### Curling

#### Damelandsholdet
- Lene Nielsen, skipper, Helle Nordfred Simonsen, Jeanne Ellegaard, Maria Poulsen og Mette de Neergaard (reserve).
  - Fire vundne og fem tabte kampe. Nr. 6 ud af 10 efter de indledende runder.

#### Herrelandsholdet
- Rasmus Stjerne skipper, Mikkel Adrup Poulsen , Johnny Frederiksen, Troels Harry og Lars Vilandt (reserve).
  - Fire vundne og fem tabte kampe. Nr. 6 ud af 10 efter de indledende runder.

### Langrend
- Martin Møller  Grønland
  - nr. 52 ud af 68 i skiathlon (15 km klassisk + 15 km fri stil) på 1:14:05 time.
  - nr. 54 ud af 86 i sprint fristil på 3:44,38 min.
  - nr. 58 ud af 92 i 15 km klassisk stil på 43:29,7 min.
  - nr. 45 ud af 65 i 50  km fri stil massestart på 1:52:32 time.